# كهية أحمد باشا
كهية أحمد باشا سياسي عثماني أصبح والياً على بغداد خلفاً للوالي أحمد باشا كتخدا. حيث ورد متسلمه إلى بغداد في (3 شوال 1105 ه‍) الموافق (27 مايو/آيار 1694 م)، ثم جاء كهية أحمد باشا وباشر عمله بإدارة ولاية بغداد حتى سنة (1107ه‍/1695م). حيث خلفه الوزير علي باشا (علي باشا وزير زاده). أما صاحب تاريخ محاسن بغداد فذكر انه في سنة (1104 ه‍/1692 م) وليَّ الوزير كهية أحمد باشا بغداد وطالت أيامه بها.